# DnaA
DnaAは、細菌においてDNA複製の開始過程を活性化するタンパク質である。レプリコンモデルによると、環状染色体上のレプリケーターと呼ばれる特定の地点に活性型イニシエーター分子が接触することでDNA複製は開始される。DnaAは、oriCと呼ばれるレプリケーター領域のDNAの巻き戻しを促進するイニシエーター分子である。DnaAタンパク質は全ての細菌に存在し、染色体の複製を開始するためにDnaA-boxと呼ばれる配列に結合する。DNA複製の開始は、DnaAの濃度によって決定される。DnaAは細胞の成長時に蓄積し、その後複製開始の引き金を引く。複製は、活性型DnaAがoriCの9塩基対（9 bp）の反復配列に結合することで開始される。この結合はDNAのループ形成を引き起こし、ヘリカーゼDnaBによるDNAの融解へ向けて準備を整える。

## 機能
DnaAは、活性化状態であるATP結合型、不活性状態であるADP結合型という主に2つの異なる状態が存在する。細胞内の活性型DnaAの濃度は細胞分裂の直後には低い状態となっているが、細胞の成長とともに蓄積する。活性型DnaAとなるためにはATPの結合を必要とするが、oriC/DnaA複合体形成とその後のDNAの巻き戻し過程にATPの加水分解が必要とされるわけではない。
大腸菌Escherichia coliのoriC部位には、duplex-unwinding element（DUE）とDnaA-oligomerization region（DOR）と呼ばれる領域存在する。DUEには3つのATリッチな13 bp配列が存在し、そのコンセンサス配列はGATCTNTTNTTTTである。DORはDUEと隣接しており、12個のDnaA-boxが含まれている。これらのDnaA-boxはそれぞれDnaAに対する親和性が異なり、高親和性結合部位はTTATNCACAの9 bpコンセンサス配列と一致するが、低親和性結合部位ではある程度の類似性がみられるのみである。DiaA（DnaA-initiator-associating protein）はDOR上でのATP結合型DnaAの重合を促進し、IHF（integration host factor）はDNAの屈曲を引き起こす。IHF、DiaA、そしてATP-結合型DnaAオリゴマーがoriCに結合することでDUEは巻き戻され、DnaB（ヘリカーゼ）の結合が可能となる。

## 構造
DnaAは4つのドメインから構成される。N末端のドメインIは調節タンパク質との相互作用を担い、ドメインIIはおそらく構造をとらないリンカー領域である。ドメインIIIはATPを結合するAAA+ ATPアーゼ領域であり、C末端のドメインIVはDNA結合領域である。ATPを結合するドメインIIIとDNA結合に関与するドメインIVは保存性が高い。
DnaAの全長構造は報告されていないが、ドメインIはNMR構造が解かれている。ドメインIVに関してはDnaA-boxとの複合体の結晶構造が解かれており、ヘリックスターンヘリックスモチーフによるDNA認識機構が明らかにされている。また、好熱性細菌Aquifex aeolicusではドメインIII、IVの構造が解かれており、ATP結合型DnaAが超らせんフィラメントへと重合することが示されている。

## 調節
細胞分裂サイクルごとに、イニシエータータンパク質DnaAによって新たな染色体複製が開始される。正しい時期にヘリカーゼをロードし、複製起点のDNAを巻き戻すためには、ATP結合型DnaA単量体とoriCとの相互作用の調節が重要である。大腸菌のoriCでは、複製前複合体の段階的な組み立てを促進するようにDnaA認識部位が配置されている。DnaAはオリゴマー化の進行とともに、高親和性部位の間の隙間を埋めるように結合してゆく（gap-filling）。自然界での細菌の生活環とoriCの機能とを関連づけるgap-filling戦略には多くの機構があり、このことが生物種によるoriC内のDnaA認識部位の配置の多様性の説明となる可能性がある。ATP結合型DnaAは、Hdaタンパク質とDnaNからなるRIDA（regulatory inactivation of DnaA）と呼ばれる機構、またはDatA依存的なDnaA結合ATPの加水分解のいずれかの過程でADP結合型へ変換される。ADP結合型DnaAは、DARS1、DARS2と呼ばれる非コードDNA因子によってATP結合型へ再変換される。
また、DnaAは自身の遺伝子のプロモーターにも結合し、細胞内の複製状態に応じて自身の転写を阻害する自己調節が行われていることも示されている。

## 関連文献
- Fundamentals of Biochemistry: Life at the Molecular Level. New York: Wiley. (2012). ISBN 978-0-470-54784-7
- Lehninger Principles of Biochemistry. W H Freeman & Co. (Sd). (2008). ISBN 978-1-4292-2416-1
- “Soj/ParA stalls DNA replication by inhibiting helix formation of the initiator protein DnaA”. The EMBO Journal 31 (6):  1542–1555. (March 2012). doi:10.1038/emboj.2012.6. PMC 3321191. PMID 22286949.